# بخش آکو، کورونگو
منطقه اکو، کورونگو (به اسپانیایی: Aco District, Corongo) یک سکونتگاه مسکونی در پرو است که در ناحیه انکاش واقع شده‌است.

## خصوصیات
منطقه اکو ۵۶٫۵۴ کیلومترمربع مساحت و ۵۰۰ نفر جمعیت دارد و ۳٬۱۵۰ متر بالاتر از سطح دریا واقع شده‌است.